# Mieczysław Ptaśnik
Mieczysław Ptaśnik (ur. 1927 we Lwowie, zm. 23 listopada 2014 w Warszawie) – historyk, muzealnik, absolwent Uniwersytetu Jagiellońskiego. Kierownik służby oświatowej muzeów krakowskich na Wawelu. W latach 1962–1972 pełnił funkcję Dyrektora Centralnego Zarządu Muzeów i Ochrony Zabytków. W latach 1973–1977 był Pełnomocnikiem Dyrektora Instytutu Wzornictwa Przemysłowego ds. Wystawiennictwa i Popularyzacji Wzornictwa w Warszawie. W latach 1977–1989 Dyrektor Centralnego Biura Wystaw Artystycznych „Zachęta” w Warszawie. Członek Honorowy Stowarzyszenia Konserwatorów Zabytków.
Syn Zofii Małachowskiej-Ptaśnik i Jana Ptaśnika, historyka, mediewisty, profesora Uniwersytetu Jagiellońskiego i Uniwersytetu im. Jana Kazimierza we Lwowie.